# Kooperationsabkommen
Kooperationsabkommen sind Verträge, die die Beziehungen der UN-Hauptorgane zu UN-Sonderorganisationen oder zu anderen Organisationen regeln, die mit der UNO kooperieren.
Nach Artikel 63 UN-Charta kann der Wirtschafts- und Sozialrat Beziehungen zu Sonderorganisationen (def. Artikel 57) aufnehmen.
Die Art der Zusammenarbeit ist je nach Organisation unterschiedlich stark. Meistens wird ein Informationsaustausch organisiert und häufig eine Teilnahme an wichtigen Diskussionen der anderen Organisation zugelassen. Die Bretton-Woods-Institutionen, Weltbank und Internationaler Währungsfonds (IWF), kooperieren besonders spärlich mit den Vereinten Nationen.